# Carl Adolph Agardh
Carl Adolph Agardh (Båstad, 23 de janeiro de 1785 - Karlstad, 28 de janeiro de 1859) foi um botânico sueco especialista em algas. Também foi professor universitário, matemático, economista, político e bispo.

## Biografia
Ele era filho do comerciante Georg Mikaelsson Agardh e Agneta Kristina Ollman. Agardh ingressou como estudante na Universidade de Lund em 1799, onde posteriormente obteve o bacharelado e o mestrado em 1805, professor associado de matemática em 1807, demonstrador de botânica em 1810, professor assistente de economia em 1811 e professor de botânica e economia prática em 1812. Em 1819-1820, foi reitor da Universidade de Lund.
É mais conhecido por seus estudos sobre algas, que o tornam considerado um dos fundadores da algologia. Expressou ideias notáveis sobre a transformação das espécies no Species algarum (1820-28) e no Systema algarum (1824); esse último continha breves descrições de todas as espécies conhecidas de algas – mil – e foi a primeira apresentação sistemática das formas de algas. Seu Lärobok i botanik (2 volumes, 1829 e 1832) era, na época, a obra mais completa em língua sueca sobre anatomia e fisiologia das plantas. Entre suas várias obras, também publicou uma vida de Lineu e artigos sobre vários assuntos. Durante uma estadia em Estocolmo, cofundou a sociedade literária Pro Joco em 1809 e lançou a revista Polyfem. No entanto, Agardh logo deixou o círculo para retornar a Lund, onde passou a se considerar um dos amigos próximos de Esaias Tegnér, como membro da sociedade Härbärget.
Membro da Igreja da Suécia, Agardh foi ordenado sacerdote em 1816 e tornou-se bispo da diocese de Karlstad em 1835. Agardh passou a se interessar cada vez mais por teologia e publicou, entre outras coisas, "Om de heliga evangeliernas uppkomst och sanning" (Sobre a Origem e a Verdade dos Santos Evangelhos, 1842) e novas traduções do Evangelho de Mateus e Gênesis.
Agardh participou do Riksdag de 1817 a 1848. A economia nacional foi um ramo da administração estatal que o envolveu muito como membro do parlamento. Em seus trabalhos sobre o assunto, defendeu, acima de tudo, uma melhor utilização dos recursos naturais do país. Ainda foi membro do Escritório de Auditoria do Estado e do Banco e de vários comitês.
Tornou-se membro da Academia Real das Ciências da Suécia em 1817 e da Academia Sueca em 1831. Também foi membro da Academia Leopoldina a partir de 1819.
Casou-se em 2 de outubro de 1812 com Margareta Charlotta Lindschough (nascida em 16 de junho de 1796, falecida em 11 de novembro de 1868). Seu filho Jakob Georg Agardh também foi botânico, professor, reitor e político.

## Obras
- "Algarum Decades" Agardh, Carl Adolph. Lunda - Vol. I-IV pp. (1812)
- "Aufzahlung einiger in den ostereichischen Landern gefundenen neuen Gattunge" Agardh, Carl Adolph Regensburg Flora - Vol. 2 pp. 625–646. (28 Oct 1827) [Pub. 1827].
- "Conspectus Criticus Diatomacearum". Agardh, Carl Adolph Litteris Berlingianis, Lunda - 66 pp. (1830) [Pub. 1830].
- "Dispositio Algarum Suecae". Agardh, Carl Adolph. Litteris Berlingianis, Lunda - (4 partes) - 45 pp. (1812) [Pub. 1812]
- "Icones algarum europaearum. Representation d'algues europeennes suivies de." Agardh, Livr. 1-4. Leipzig. - pg.40 tab. col. (1828) [Pub. 1828]
- "Schizonema clavatum J." . Agardh, Carl Adolph Litteris Hohenackers Meeresalgen. - No. 251 pp.
- "Species Algarum rite cognitae, cum Synonymis, differentiis specificis et descriptionibus succintis". Agardh, Carl Adolph 8º. Gryphisvaldiae (1824).
- "Synopsis Algarum Scandinaviae adjecta dispositione universali Algaru". Agardh, Carl Adolph Lunda, Ex Officina Berlingiana. - pg.xl + 135 pp. (1817) [Pub. 1817]
- "Systema Algarum". Agardh, Carl Adolph l2mo. Lunda 1830-1832.
- "Aufzählung einiger in den österreichischen Ländern gefundenen neuen Gattungen un Arten von Algen nebst Diagnostik und beigefügten Bemerkungen". Agardh, Carl Adolph. Flora oder Botanische Zeitung, 10, 625-645. (1827).